# Tis červený
Tis červený (Taxus baccata L.) je dvoudomá stálezelená jehličnatá dřevina z čeledi tisovitých. Vědecké druhové jméno baccata je utvořeno z latinského bacca, bobule. České rodové jméno „tis“ se vyslovuje měkce [ťis].
Tis červený je stínomilný, velmi pomalu rostoucí. Vyskytuje se ve formě keře či relativně nízkého stromu. Je třetihorním reliktem a v řadě zemí náleží mezi přísně chráněné druhy. Vyskytuje se převážně ve smíšených a suťových lesích v Evropě od Středomoří až po jižní Švédsko a Norsko, od Velké Británie až po Litvu, Lotyšsko a Estonsko, dále v Malé Asii a na Kavkaze. Je dřevinou mírného oceanického klimatu, vyhovují mu vlhčí, stinná až polostinná stanoviště s hlubší živnou půdou, která je dostatečně vlhká a provzdušněná. Podloží může být vápencové i silikátové. V Česku je ohroženým druhem (kategorie C3), zákonem zvláště chráněn je jako druh silně ohrožený.
Až na červený dužnatý nepravý míšek (epimatium) je celá rostlina prudce jedovatá, účinnou látkou je směs kardiotoxických alkaloidů známá jako taxin. Naproti tomu mají jedovaté látky tisu využití v medicíně.
Dřevo tisu je husté a tvrdé, jedno z nejtěžších mezi dřevy českých domácích dřevin. Má široké červenohnědé jádro a úzkou světlejší běl. Náleží mezi nejcennější dřeva na severní polokouli. Ve středověku sloužilo mimo jiné k výrobě slavných velšských luků.
Tis je též strom opředený mnoha pověstmi. Odedávna je považován za dřevinu regenerace a smrti, pravidelně bývá vysazován na hřbitovech. Existuje mnoho význačných jedinců, jejichž stáří je odhadováno na více než 1500 let.
Tis červený se často používá jako okrasná dřevina v parcích a zahradách. Protože velice dobře regeneruje i na starém dřevě po hlubokém zmlazovacím řezu, dobře se hodí na živé ploty a stříhané tvarované kompozice. Byla vyšlechtěna celá řada různých kultivarů lišících se vzrůstem i barvou a tvarem jehlic.

## Systematika

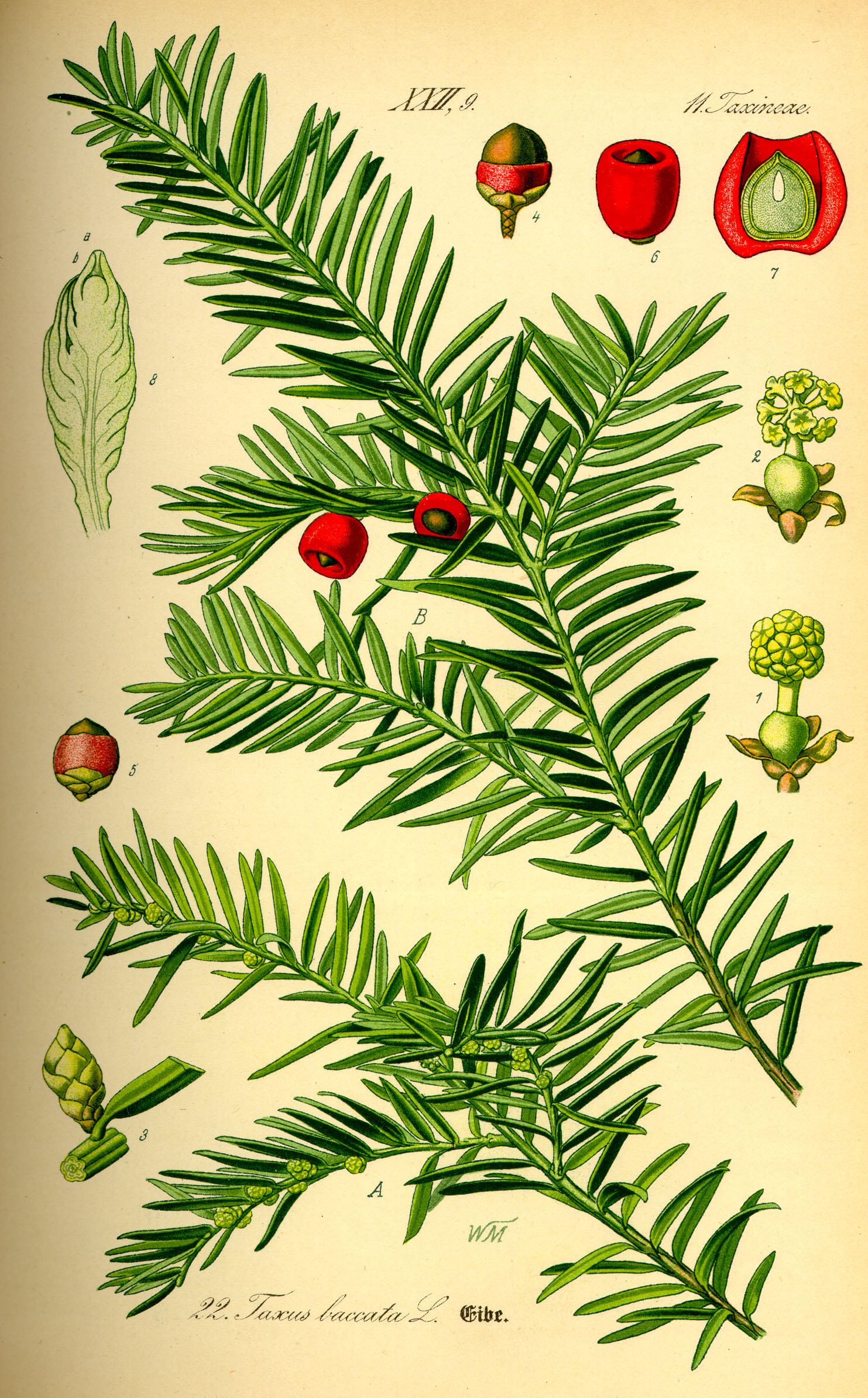
Tis červený v publikaci Flora von Deutschland, Österreich und der Schweiz Otto Wilhelma Thomého

Tis červený je typovým druhem rodu tis (Taxus). Ten zahrnuje 11–12 aktuálně uznávaných druhů, které jsou si vesměs velmi podobné a v minulosti byly též taxonomicky pojímány jako pouhé poddruhy a variety jediného široce pojatého druhu Taxus baccata. Jedná se o druhy vzájemně vikarizující, tj. nevyskytující se společně v tomtéž areálu. Nejblíže příbuzným druhem tisu červeného je podle fylogenetických studií nejspíše tis japonský (Taxus cuspidata), s nímž v kultuře vytváří tis červený křížence – sadovnicky hojně využívaný tis prostřední (Taxus ×media).

## Popis
Tis může dorůst výšky až 20 metrů a šířky 17 m, jedinci rostoucí v zástinu lesa bývají často širší než je jejich výška. Jedinci pocházející ze semene mají vzrůst stromovitý, často vícekmenný, při vegetativním množení nabývá tis charakteru keře. Roste velmi pomalu – letokruhy jsou nahloučené a i velmi staré stromy si zachovávají neobvyklou štíhlost. Z jehličnanů rostoucích na českém území má tis nejtmavší zabarvení. Asi 2 mm široké a 20–30 mm dlouhé špičaté a měkké jehlice mají leskle tmavozelenou svrchní stranu, spodní strana je světlejší, s matně žlutozelenými pruhy průduchů. Na svislých výhonech obrůstají větvičku dokola, na bočních a vodorovných jsou dvouřadě uspořádané, na stromě vytrvávají 5–8 let. Stejně jako dřevo tisu postrádají pryskyřičné kanálky. Kůra je zpočátku červenohnědá a hladká, posléze se mění na červenohnědošedou a odlupuje se v plátech; pod ní se nachází množství spících pupenů, z nichž strom v případě potřeby regeneruje. Je hluboko kořenící dřevinou se srdčitým, všestranně rozvinutým kořenovým systémem, který tis dobře ukotvuje i na skalnatých a suťových stanovištích; velmi bohaté kořenové vlášení formuje vztahy arbuskulární mykorhizy s houbami.
Kulovité samčí šištice vyrůstají na spodu loňských větviček, samičí jsou značně redukované, obsahují pouze jedno vajíčko podepřené třemi páry křižmostojných listenů. Pyl se šíří větrem během předjaří a časného jara. O rozšiřování semen se starají především ptáci (především drozdovití, jeřábci aj.) a hlodavci, ale i jiní savci (kuny, lišky, pravděpodobně i medvědi), kteří konzumují dužnaté míšky semen; někteří ptáci míšek opomíjejí a semena polykají vcelku. Semeno před vyklíčením obvykle 2–4 roky přeléhá. Klíčí dvěma dělohami.
Jde o velice dlouhověký strom, jsou známi jedinci prokazatelně staří přes tisíc let. Určování věku tisů je ovšem složité vzhledem k tomu, že jejich kmeny a větve často srůstají a časem vyhnívá jejich vnitřek, což znemožňuje počítání letokruhů. Často se původní kmen rozpadne na několik částí, které dál rostou jako samostatní jedinci, nebo strom do vyhnilého vnitřku zapustí kořeny a dál pokračuje v růstu, zatímco se původní kmen postupně rozpadá. Věk starých tisů je tak často v různých zdrojích i značně přeháněn; je nicméně pravděpodobné, že některé nejstarší tisy v Anglii byly vysazeny již v předkřesťanské éře a jejich stáří může přesahovat 2000 let.

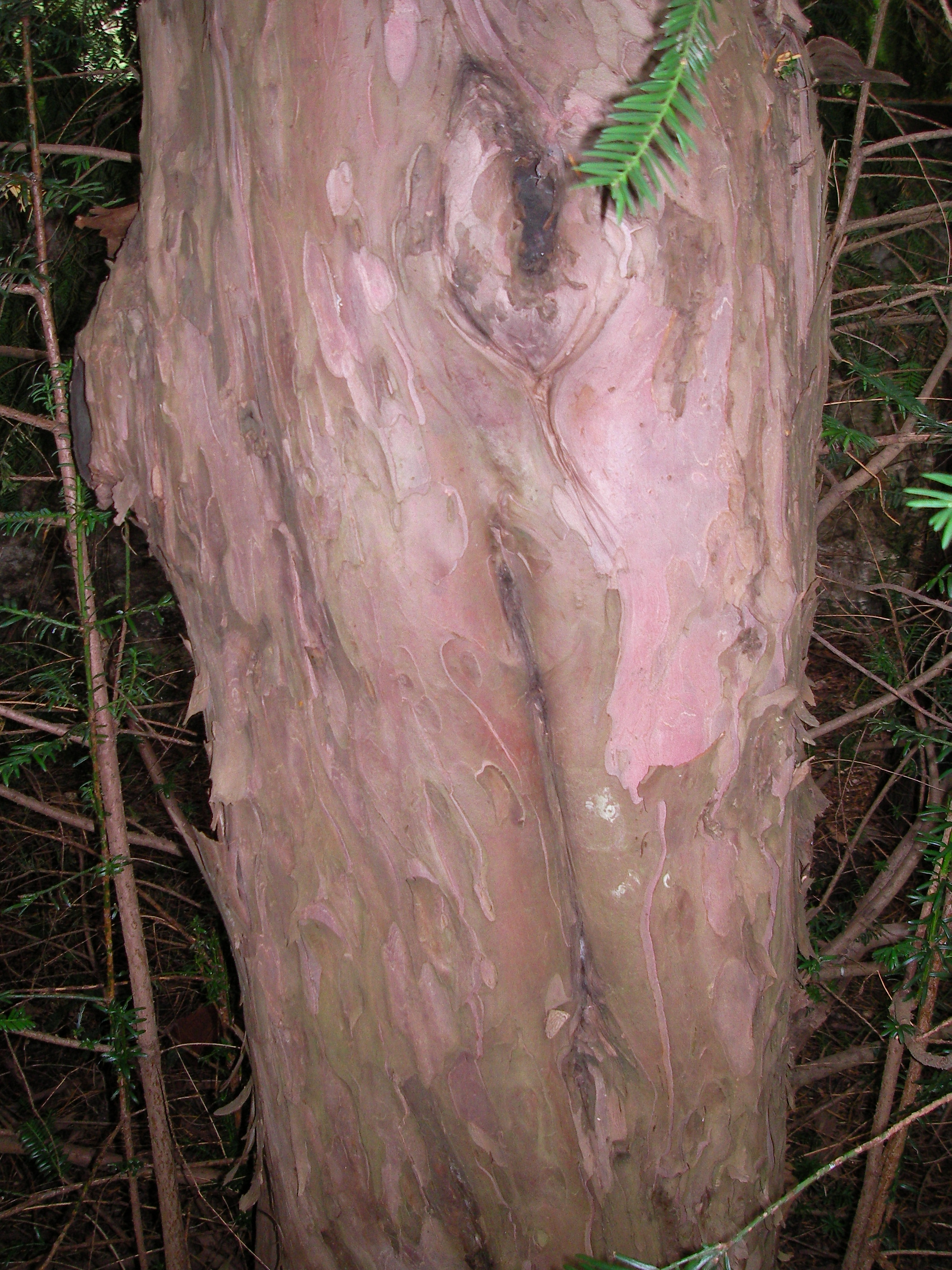
Výrazným znakem, který odlišuje tis červený od jiných druhů tisu, je načervenalá barva kmene, která dala druhu jméno
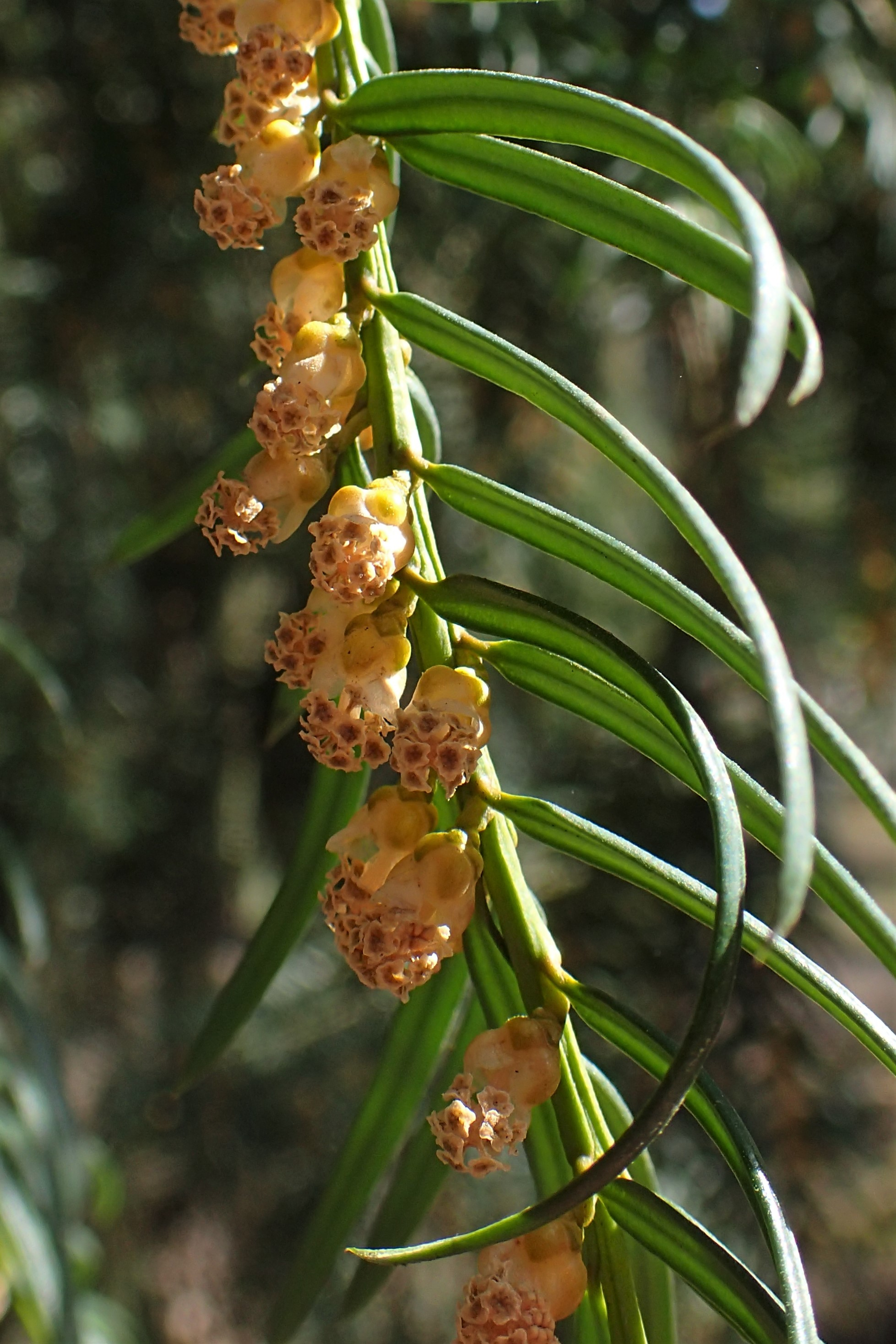
Samčí (pylové) šištice
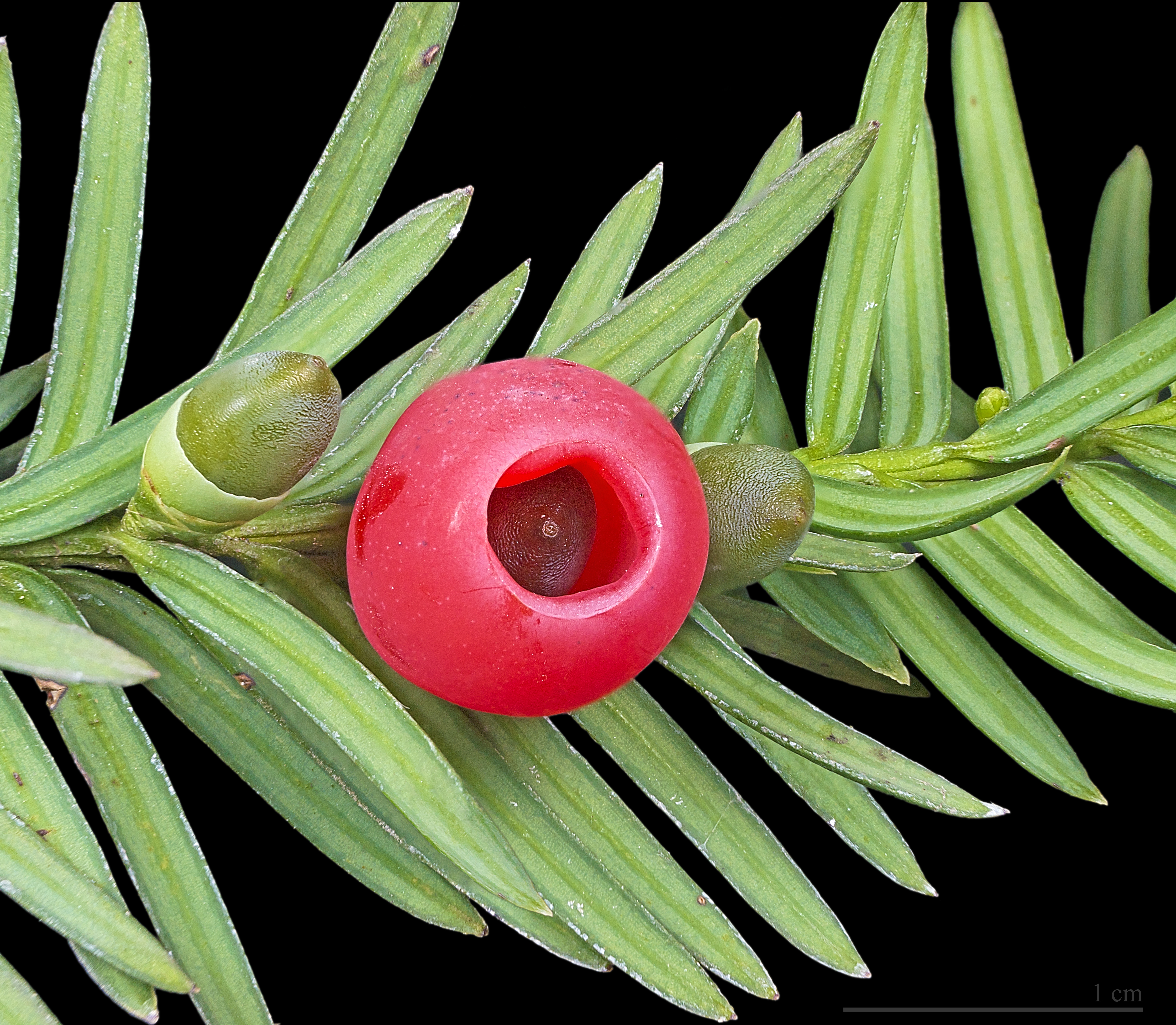
Větvička se zralými i nezralými míšky
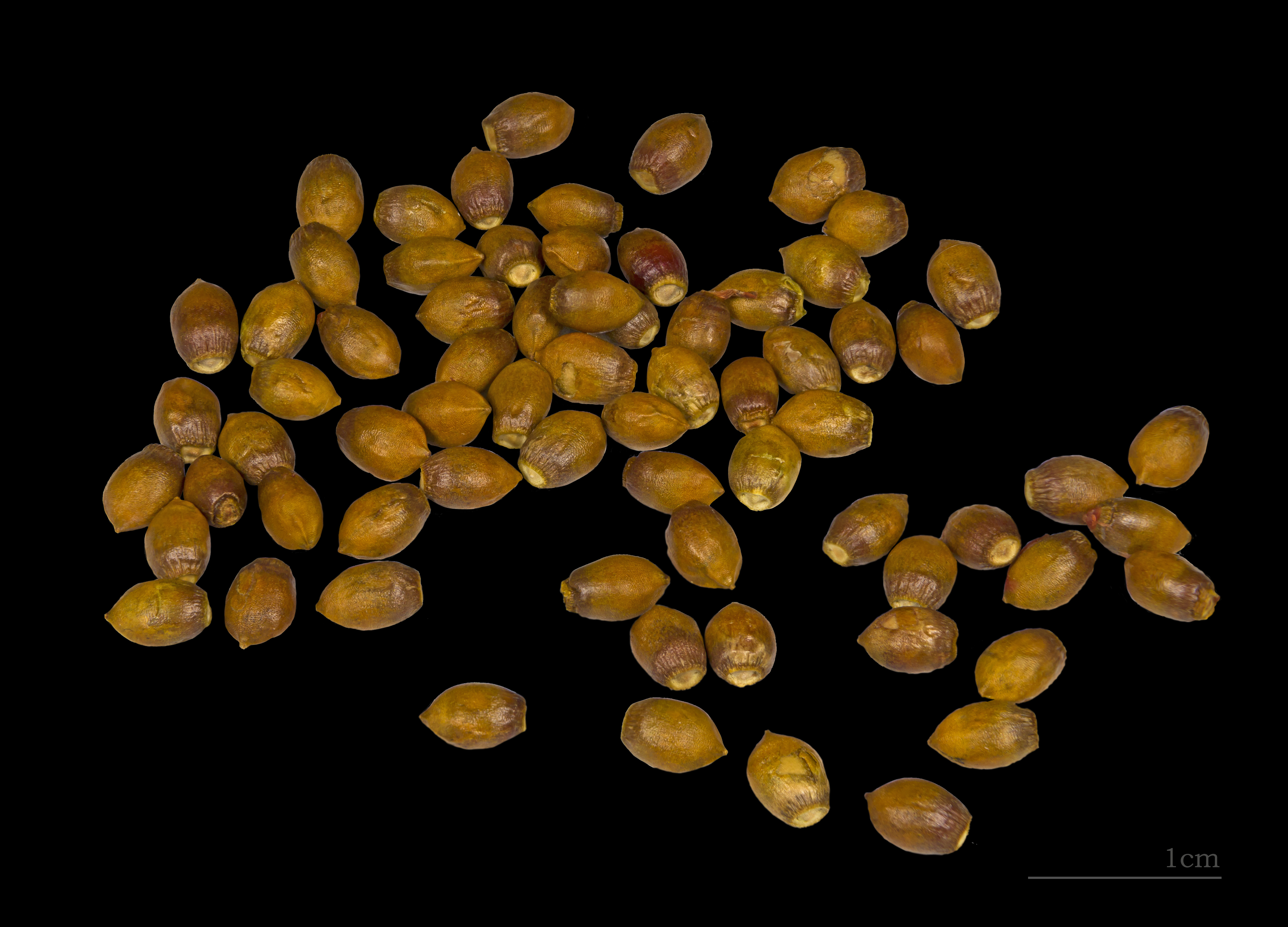
Semena tisu červeného
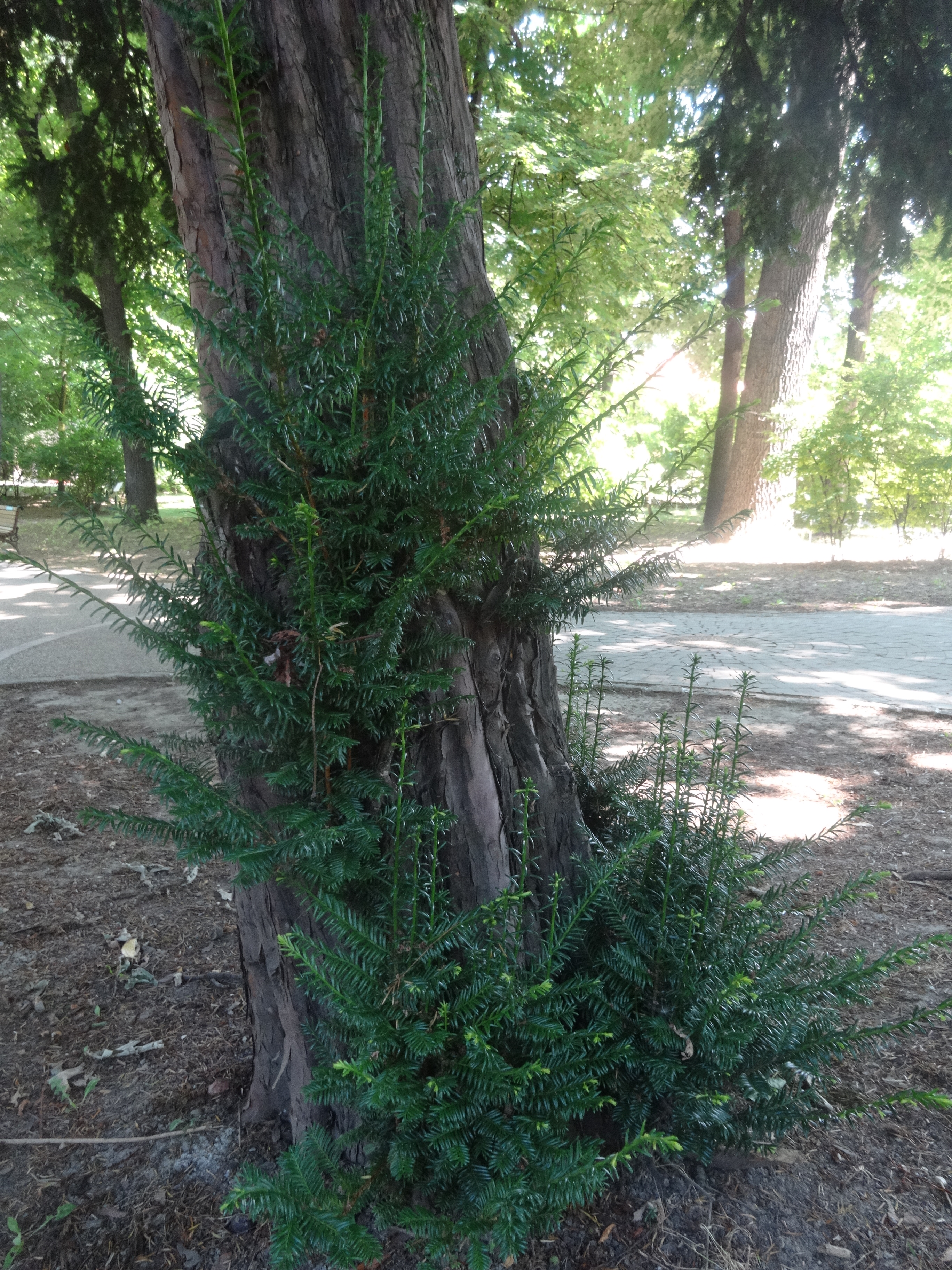
Typické zmlazování tisu z adventivních pupenů v kmeni

## Rozšíření a ekologie

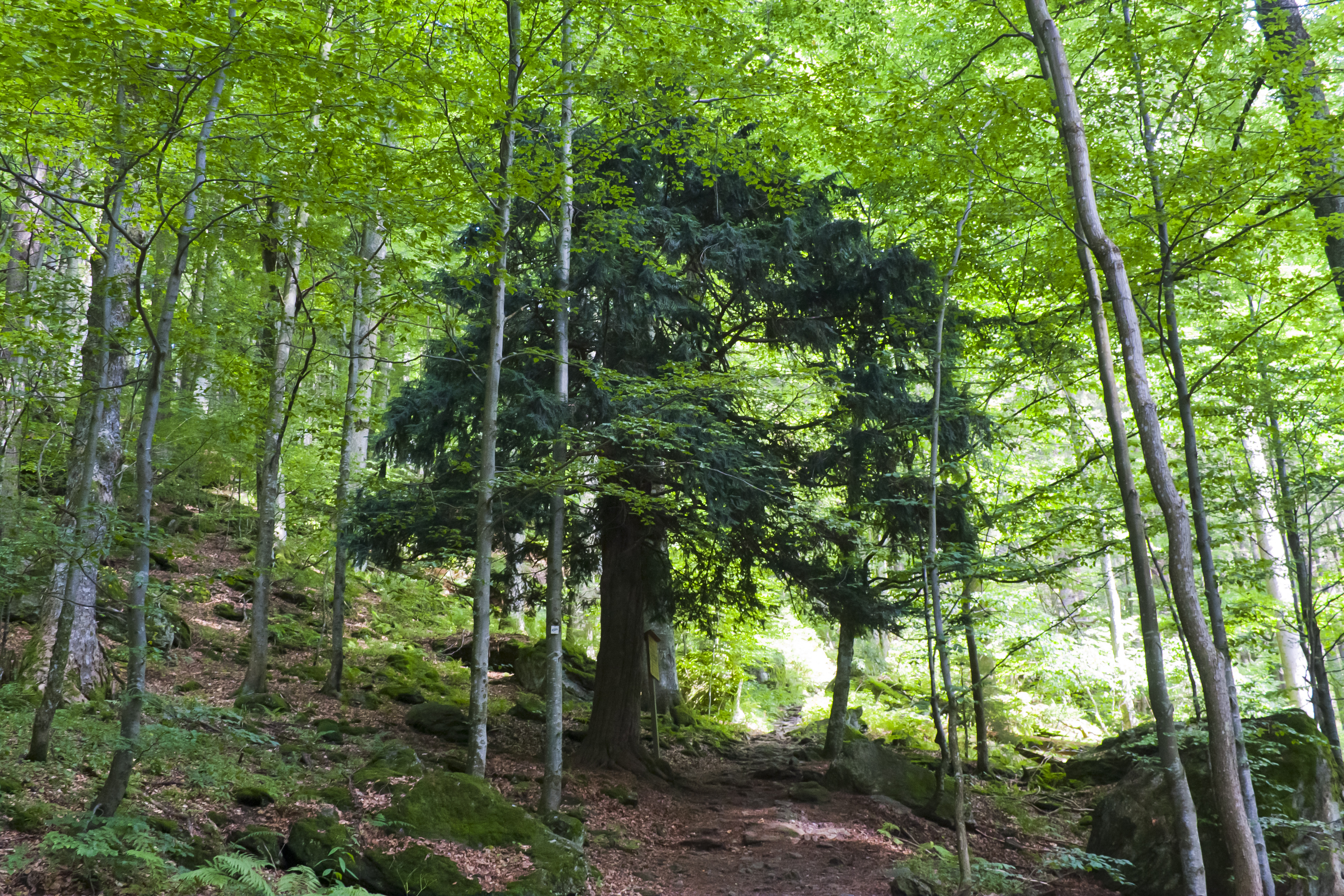
Vzrostlý tis v přirozeném porostu v Bavorském lese

Areál výskytu tisu červeného sahá od Středomoří a drobných arel v severozápadní Africe po jižní Švédsko a Norsko, od Velké Británie až po Litvu, Lotyšsko a Estonsko, dále roste v Malé Asii a na Kavkaze, kde se vyskytují největší a nejstarší jedinci. Je dřevinou mírného oceanického klimatu, vyhovují mu vlhčí, stinná až polostinná stanoviště s živnou půdou a obsahem skeletu, která je dostatečně vlhká a provzdušněná. Preferuje vápnité podloží, ale v příznivých podmínkách roste dobře i na silikátech. Nesnáší přílišné sucho, zamokření ani silně kyselé půdy. V lesích obvykle nevytváří souvislé porosty, ale vyskytuje se jako příměs ve spodním patru listnatých a smíšených lesů, na sutích a skalnatých svazích v nadmořské výšce 400–1000 m. Obvyklými lesními typy, v nichž roste, jsou suťové lesy, dubové bučiny, podhorské javorové bučiny a jedlobučiny, ve Středomoří pak i opadavé horské teplomilné doubravy a makaronéská laurisilva. Ve fytocenologii je diagnostickým druhem vápnomilných skalních lipin. Na choroby a škůdce tis příliš netrpí, ze závažnějších lze jmenovat bejlomorku Taxomyia taxi, která u přirozeně rostoucích jedinců svým žírem znetvořuje konce větviček, na jehlicích může škodit sypavka. Při pěstování v kultuře se tis dobře přizpůsobuje nejrůznějším podmínkám a dobře snáší i znečištěný vzduch.
V národní přírodní rezervaci Kingley Vale v Západním Sussexu se nachází jeden z největších tisových lesů v Evropě. V přírodní rezervaci Chosta na západním Kavkaze poblíž města Soči roste jedinečný les (kdysi posvátný háj čerkesských Šapsugů) tvořený tisem červeným a stálezeleným kolchidským podrostem, jako je zimostráz vždyzelený (Buxus sempervirens), cesmíny, bobkovišně a rododendrony; jsou odsud udáváni jedinci dosahující výšky přes 30 metrů. Zřejmě nejrozsáhlejší lokalitou tisu je sedmisethektarová soutěska Bacara na Kavkaze ve východní Gruzii. Za pozornost stojí i lokality na Slovensku v okolí Velké Fatry, především v národní přírodní rezervaci Harmanecká tisina, kde se nalézá až 160 000 tisů, což je největší výskyt ve střední Evropě.

### Výskyt v Česku

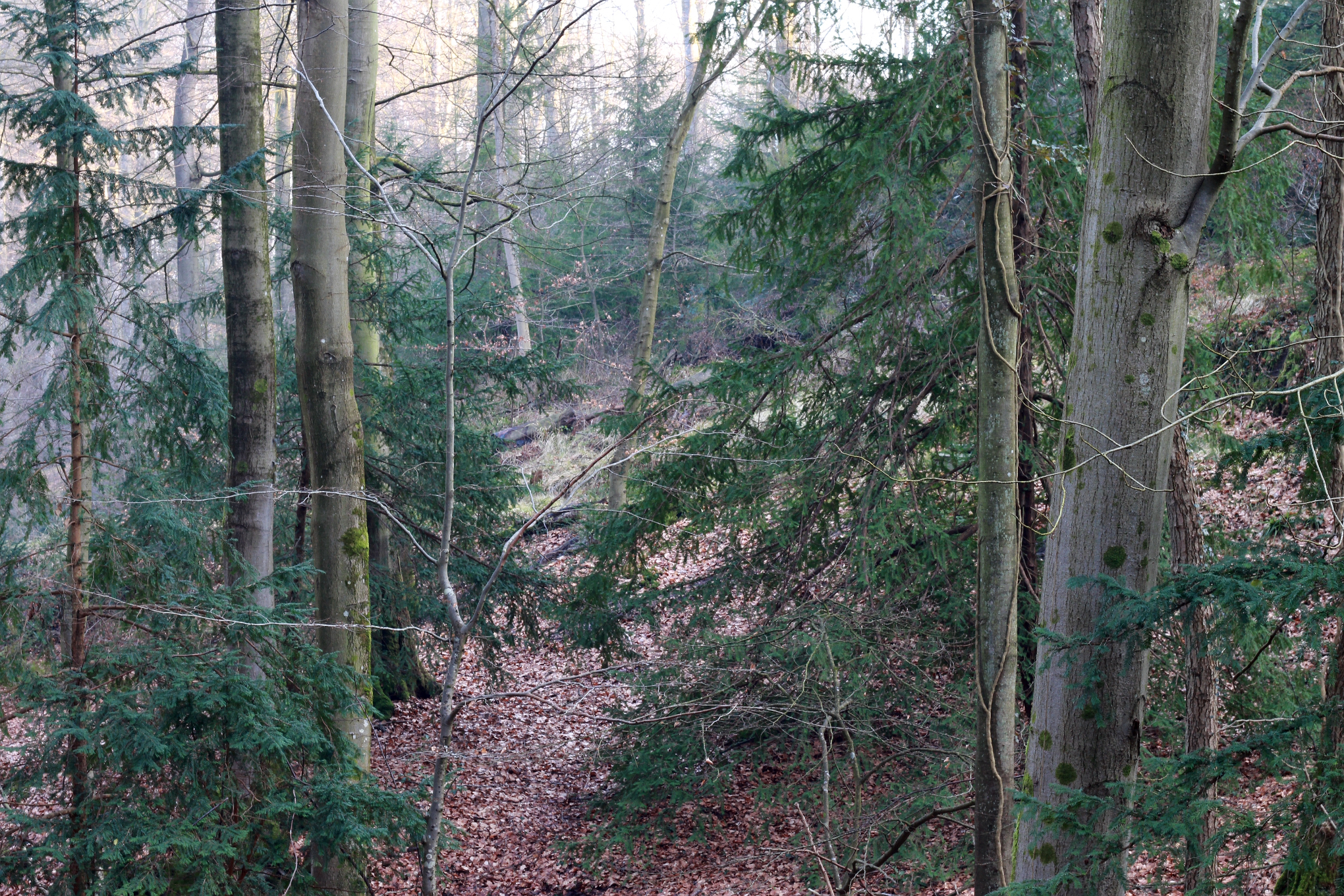
Porost tisu červeného na přirozeném stanovišti

V Česku je tis červený původním druhem. Jeho recentní rozšíření úzce souvisí s přítomností člověka a je pravděpodobné, že na mnoha významných lokalitách byl vysazen. Ve středověku býval o poznání hojnější, jak o tom svědčí množství toponym typu Tisová, Tisovnice apod.; jeho ústup mnohdy až k hranici přežití byl ovlivněn kromě dlouhodobého intenzivního kácení pro dřevo též jeho hubením coby jedovaté a „plevelné“ dřeviny v hospodářských porostech, nástupem holosečného monokulturního pěstování lesů a také trvale vysokými stavy býložravé spárkaté zvěře, která okusuje semenáčky a efektivně tak likviduje přirozené zmlazení. Je považován za ohrožený druh (kategorie C3), zákonem zvláště chráněn je jako druh silně ohrožený. Jednou z ekologických organizací, které přišly s iniciativou návratu tisu červeného do české krajiny, je Čmelák – společnost přátel přírody, která realizuje projekt „Tisíc tisů do hor“.
Nejbohatší lokality na výskyt tisu červeného v Česku jsou na Křivoklátsku (u Týřova a v Dubensku) a v Moravském krasu. Další významnou lokalitou je přírodní památka Jílovské tisy u Jílového v okrese Děčín, národní přírodní rezervace Chlumská stráň v okrese Rokycany, přírodní rezervace Drbákov – Albertovy skály ve Středním Povltaví či přírodní památka Tisy u Chrobol v okrese Prachatice. V přírodní rezervaci V Horách u vsi Terešovská Huť (dnes již sloučená s Terešovem) se nachází až 3400 jedinců a majitelé lesa chrání toto území již od první poloviny 19. století. Na Hřebečovském hřbetu (okres Svitavy) na jihovýchodních svazích Červené hory (606 m n. m.) se nachází přírodní památka Pod Skálou (Mladějovské tisy). Vyskytuje se zde několik desítek přírodně rostoucích exemplářů tisu červeného.

## Obsahované látky a jedovatost

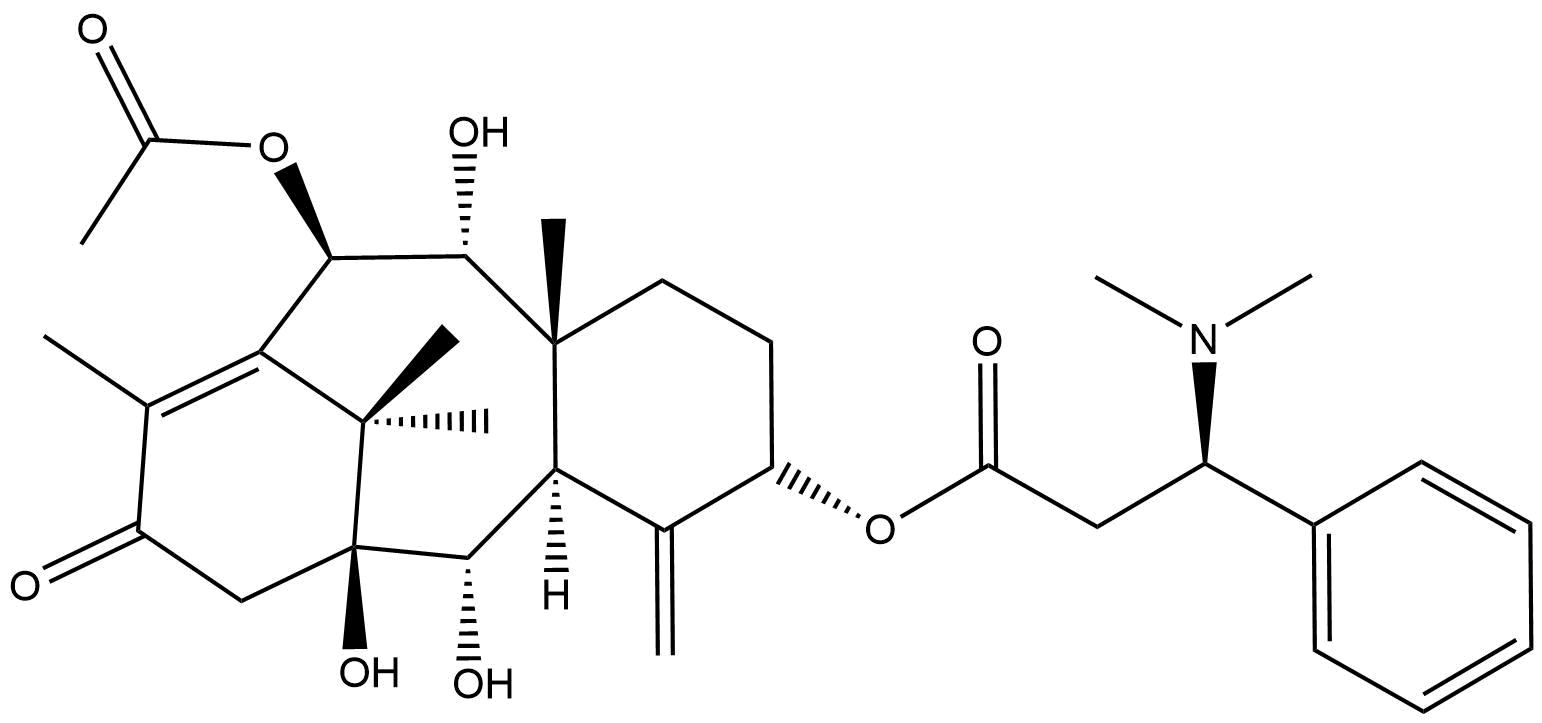
Struktura molekuly kardiotoxického taxinu B

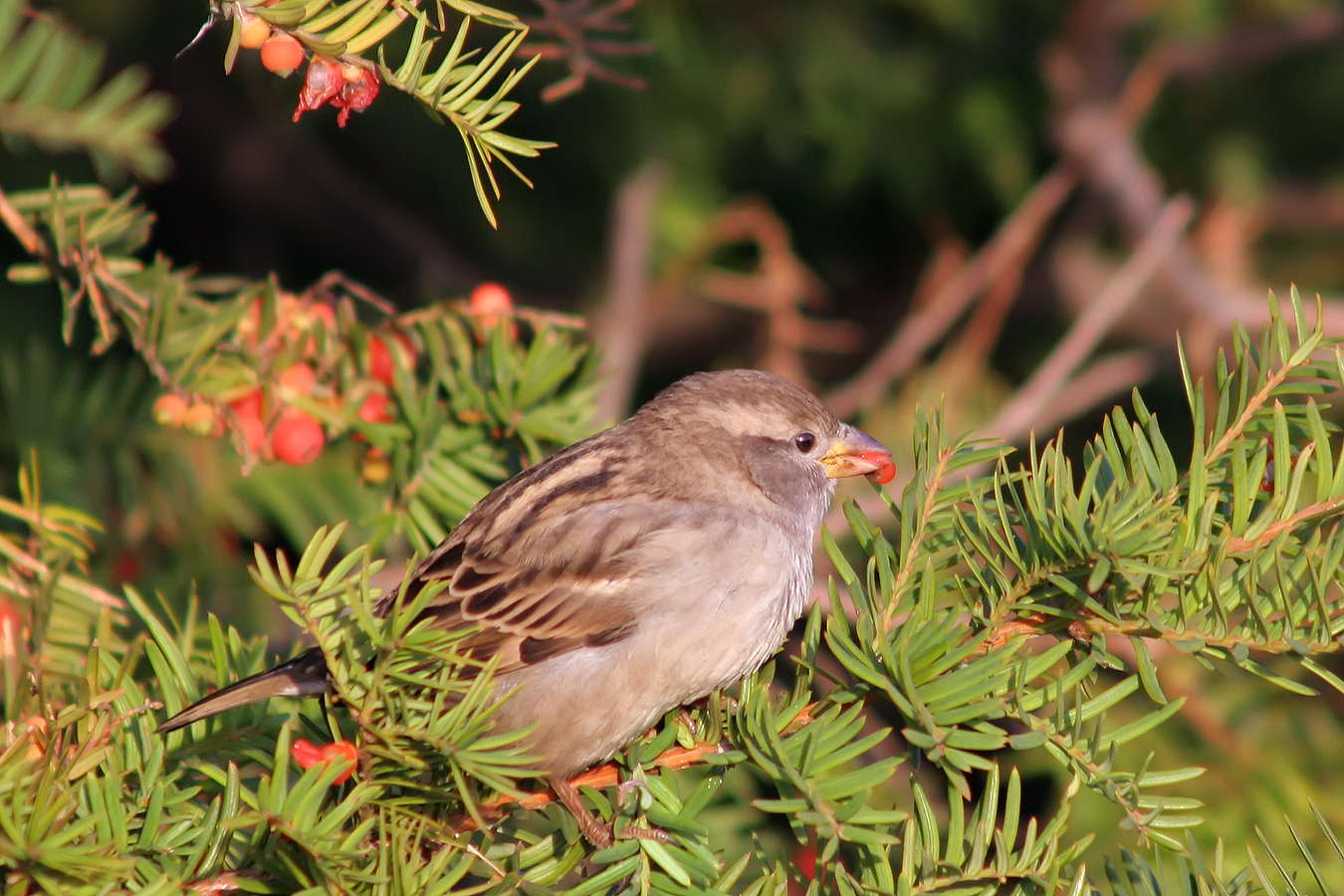
Sladké červené míšky tisu jsou hojně konzumovány ptactvem

Celá rostlina je až na sladce chutnající červený dužnatý obal okolo semene (nepravý míšek, dozrávající v září až v říjnu), prudce jedovatá. Tisy obsahují řadu toxických sloučenin, včetně nejméně deseti alkaloidů, nitrilů (esterů kyanogenních glykosidů), efedrinu a jejich silice, alkoholy jako myricylalkohol, karboxylové kyseliny a jejich soli (kyselina gallová,
jablečnan vápenatý), ale nejdůležitějšími toxiny jsou taxinové alkaloidy alkaloidy taxin A,
taxin B,
milosin,
lykopin, baccatin III,
10-deacetylbaccatin III nebo steroid sitosterin – kardiotoxické chemické sloučeniny, které působí prostřednictvím antagonismu vápníkových a sodíkových kanálů. Derivát paclitaxel, vyráběný polosynteticky z baccatinu III, se však užívá jako cytostatikum u rakoviny vaječníků a plic. V minulosti se tisu užívalo jako léku při hadím uštknutí, vzteklině a také pro vyvolání potratu.
Tis červený je spolu s tisem japonským (T. cuspidata) jedním z nejtoxičtějších druhů rodu. Jed se snadno vstřebává trávicím ústrojím a působí velice rychle (výplach žaludku musí být co nejrychleji); zpomaluje srdeční činnost do té míry, až způsobí jeho zástavu. Příznaky otravy jsou rozrušení, hyperventilace a tachykardie, po nichž následuje zpomalení srdeční činnosti, hypotenze, nevolnost, bolesti žaludku, křeče, závratě, koliky, prudký průjem, kóma a smrt, která může nastat už v řádu desítek minut po požití rostliny. Uvádí se, že smrtelná dávka pro dospělého člověka je 50 g tisového jehličí. Pacienti, kteří požijí smrtelnou dávku, často umírají v důsledku kardiogenního šoku, a to navzdory resuscitačnímu úsilí. V současné době nejsou známa žádná antidota pro otravu tisem, ale k léčbě příznaků se používají léky jako atropin.
Taxin zůstává v rostlině po celý rok, přičemž maximální koncentrace se objevují v zimě. Usušený rostlinný materiál tisu si zachovává svou toxicitu po několik měsíců a s odstraňováním vody se jeho toxicita dokonce zvyšuje. Za toxické je proto třeba považovat i opadané jehličí. K otravě obvykle dochází při konzumaci listů tisu, ale nejméně v jednom případě oběť vdechla piliny z tisu. Rovněž se lze otrávit odvarem ze semen. Taxiny se také účinně vstřebávají kůží. S druhy rodu Taxus je proto třeba zacházet opatrně a nejlépe v rukavicích. Jedinou nejedovatou částí rostliny je zralý nepravý míšek, který je sladký a červený. Jedovaté semeno se doporučuje vyplivnout, ale ani při jeho pozření by se nemělo nic stát, pokud je člověk nerozkouše. Při požití listů nebo semen rostliny se doporučuje naléhavá lékařská pomoc a pozorování po dobu nejméně 6 hodin od požití.
Jed rostliny může být nebezpečný i pro domácí zvířata, značně citliví jsou především koně, osli a skot; při náhodném spasení tisu někdy umírají ještě dřív, než stihnou své hodování dokončit. Naproti tomu kozy a lesní spárkatá zvěř mladé výhonky tisu konzumují bez známek otravy.
Samčí tisy jsou extrémně alergenní, když na jaře kvetou a uvolňují velké množství pylu, který snadno prochází i okenními sítěmi. Samičí tisy alergenní nejsou, protože pyl sice zachycují, ale neprodukují. Ačkoli pyl tisu neobsahuje dostatečné množství taxinových alkaloidů, aby způsobil otravu, jeho alergenní potenciál byl zahrnut do nežádoucích reakcí na léčbu paklitaxelem.

## Využití

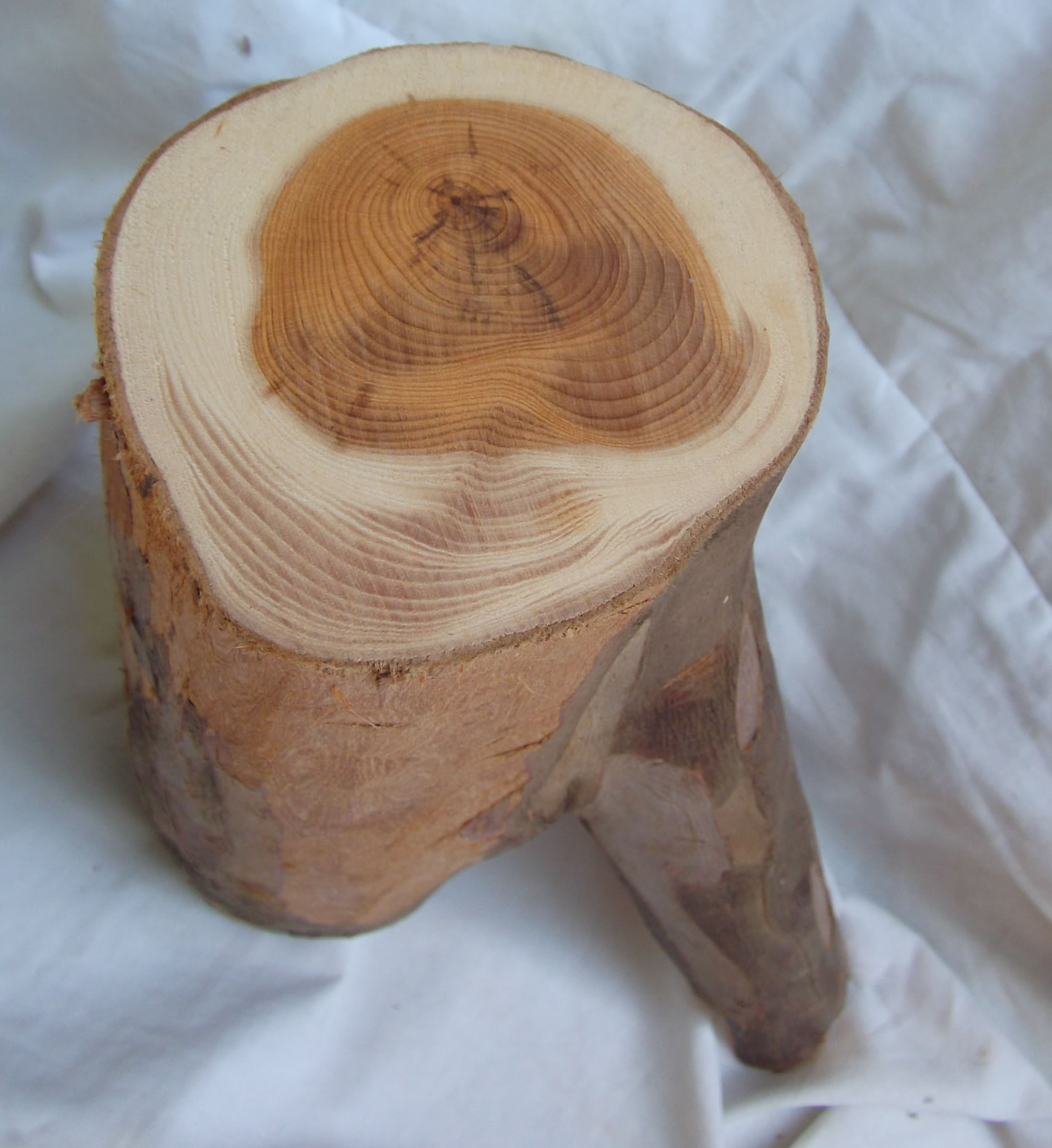
Dřevo tisu červeného

### Dřevo
Protože tis velmi pomalu roste, jeho dřevo má velkou hustotu, je nejtěžší ze středoevropských dřevin. Má krásný vzhled, široké červenohnědé jádro a úzkou světlejší běl. Špatně se štípe, ale snadno leští, moří a soustruží. Dříve se díky své tvrdosti používalo na výrobu člunů, ozubených kol, os a čepů řemenic, pro svůj vzhled pak i vzácného nábytku, hudebních nástrojů (především louten), drobných užitkových předmětů a vyřezávaných šperků; mořené se obchodovalo pod názvem "německý eben". Tak jako téměř celá rostlina je i dřevo tisu jedovaté. Z tohoto důvodu je mnohem trvanlivější než ostatní, protože je jed chrání před parazity.
V minulosti byl tis vzhledem k velice pružnému dřevu používán především na výrobu luků a z tohoto důvodu byl také během středověku téměř vyhuben. Kromě toho se jedovatý extrakt z tisového jehličí u Keltů údajně používal k otrávení hrotů šípů, případně bodných zbraní. Nejstarší nalezený dřevěný nástroj, 400 000 let starý oštěp z Anglie, je vyroben právě z tisového dřeva, tisový luk a sekerku měl u sebe při nálezu též pravěký lovec známý jako Ötzi.

### Zahradnictví

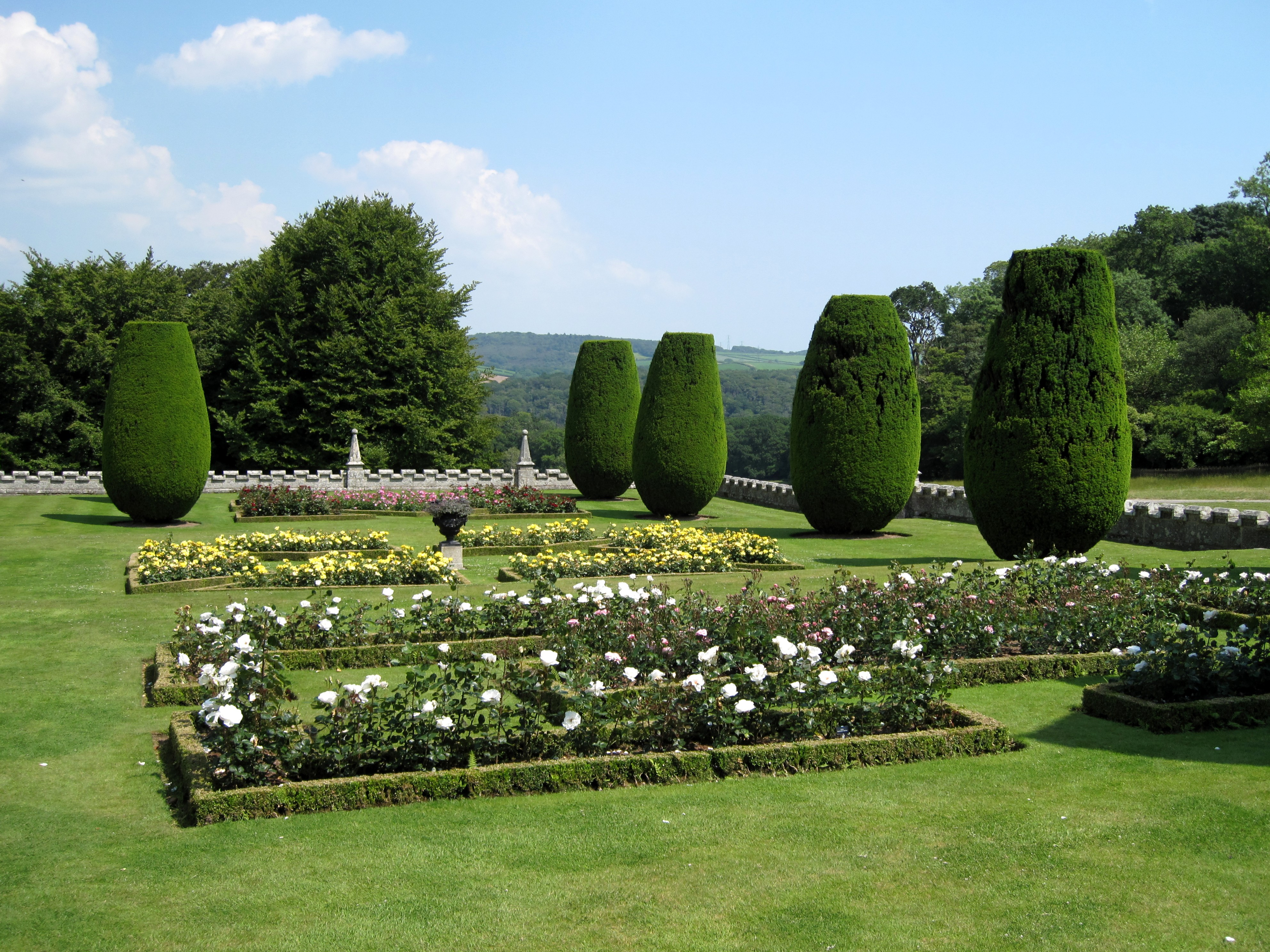
Tisu červeného je s oblibou užíváno pro zastřihované zahradní tvary

Tis červený se často používá jako okrasná dřevina v sadech a zahradách v celé řadě různých kultivarů, lišících se vzrůstem (sloupcovité, rozkladité, poléhavě rostoucí) i barvou jehličí (zlaté či různě variegované), svůj význam si podržely i mohutnější formy, které jsou použitelné do volnějších a historických parkových výsadeb. Původní botanický druh tisu se vyskytuje nejčastěji právě v historických zámeckých zahradách. Mnoho krásných, věkovitých exemplářů roste například v Lednickém parku a i v celém Lednicko-valtickém areálu. Protože tis velice dobře regeneruje i na starém dřevě při hlubokém zmlazovacím řezu, velmi dobře se hodí na stříhané živé ploty, i různé tvarované, např. barokní figury. Nepostradatelný je spolu se zimostrázem (Buxus) v geometricky komponovaných zahradách francouzského typu. Dobře se hodí do skupin jako tmavé pozadí pro větší vyniknutí barevně kvetoucích předsadeb a světleji olistěných dřevin i jako kulisa proti hluku a prachu; vzrůstné exempláře jsou efektivními parkovými solitérami.

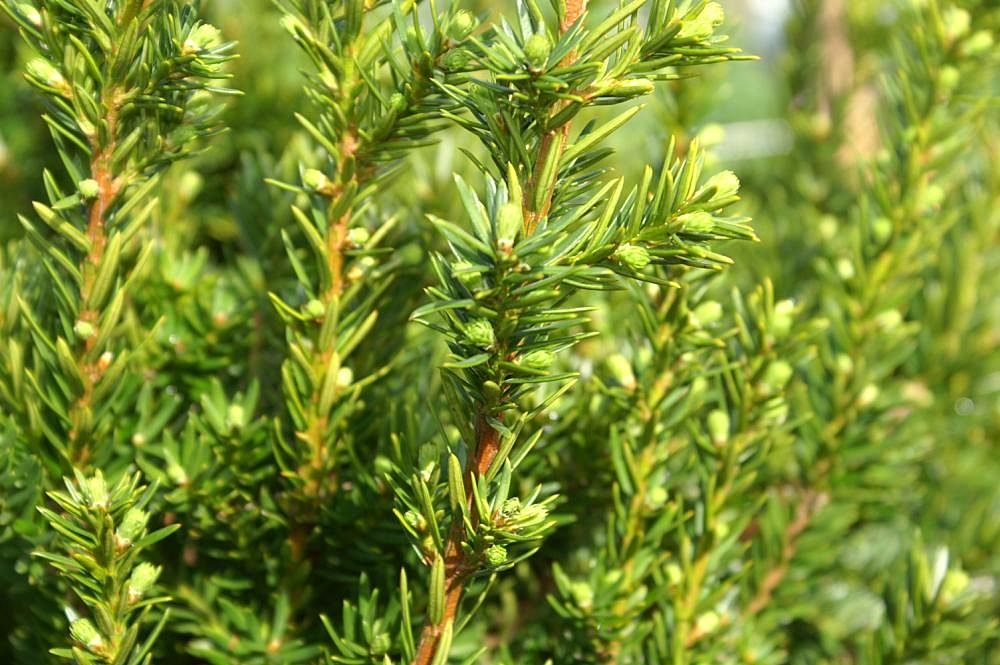
Tis prostřední

Významem je v sadovnické tvorbě srovnatelný i kříženec tisu červeného s blízce příbuzným tisem japonským, nazývaný jako tis prostřední (Taxus ×media). Tento kříženec vykazuje ve svých kultivarech značnou variabilitu a je oblíben zejména ve všech moderních městských výsadbách, neboť je odolnější vůči nepříznivým povětrnostním podmínkám. Jako rozlišovací znak mezi nimi může posloužit kůra – zatímco u tisu červeného postupně přechází na červenohnědošedočernou a odlupuje se v plátech, kůra tisu prostředního postupem času tmavne a rýhovitě praská. Staré větve pak mají kůru více či méně černou (projevuje se však i u nich v různé míře rodičovský vliv tisu červeného). Dále se mírně liší např. jiným zakončením jehlic (pozvolně se zužující u tisu červeného, náhle zašpičatělé u tisu prostředního), celkově je však tis prostřední dost podobný svému rodičovskému druhu.

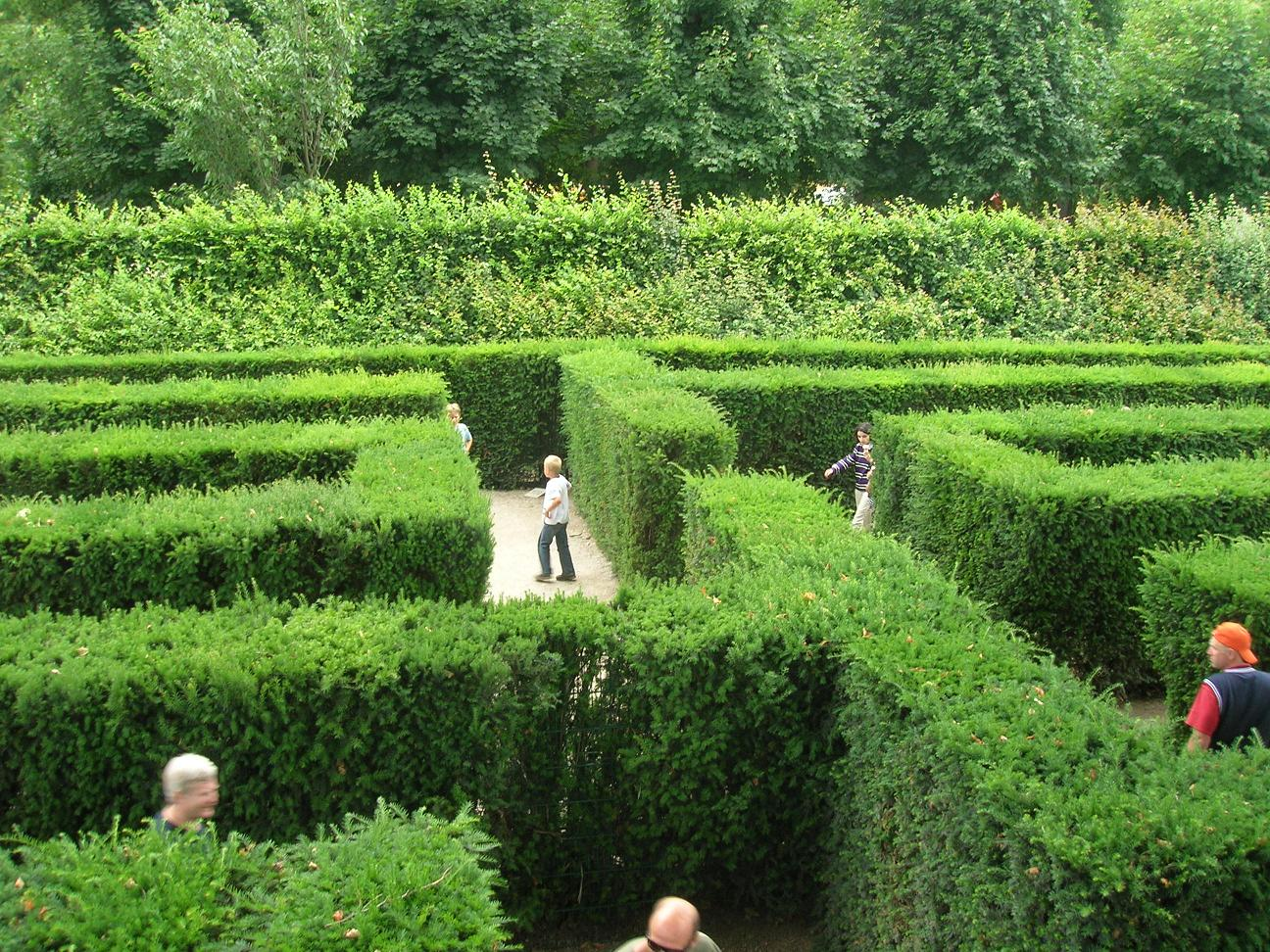
Labyrint ze stříhaných tisových keřů ve vídeňském Schönbrunnu

Typ růstu tisu je významně ovlivněn způsobem, kterým byl namnožen. Jsou-li tisy (botanická forma) pěstovány ze semene, vyrostou z nich relativně velké, vzpřímeně rostoucí stromy. Jsou-li rozmnožovány vegetativně řízkováním, dceřiná rostlina si poměrně dlouhou dobu uchovává typ růstu, jaký měla původní větvička, ze které byl řízek odebrán. Záleží na pozici v koruně mateřské rostliny, kde byl řízek odebrán. Tedy, byl-li odebrán z bočních, do strany rostoucích větviček, výsledná rostlina bude postrádat terminál (růstový vrchol) a bude mít spíše křovitý růst s vodorovnými anebo šikmými větvemi. Byl-li řízek odebrán z terminálních – vzhůru rostoucích výhonů, výsledný habitus bude podobný jako u semenáčů, jen se slabším vzrůstem. Všeobecně ale platí (i u ostatních vegetativně množených rostlin), že po určité době bude mít namnožená rostlina stejný habitus, jako rostlina mateřská. U okrasných forem je množení stonkovými řízky jediným možným způsobem množení, kterým je možné uchovat vlastnosti mateřské rostliny.

#### Vybrané kultivary
- ′Amersfoort′ – drobné kulaté jehlice, vysoce odlupčivá kůra
- ′Adpressa′ – krátké tupé jehlice
- ′Aurea′ – žlutavě zbarvené jehlice
- ′Dovastoniana′ – smuteční typ
- ′Erecta′ – vysoký a široký, kolmo rostoucí keř s pokroucenými větévkami
- ′Fastigata′ – pouze samičí, vzpřímeně, sloupcovitě rostoucí; jehlice vždy radiálně uspořádané
- 'Lutea' – žluté míšky semen
- ′Repandens′ – nízká poléhavá forma
- ′Washingtonii′ – vzdušný keř s nazlátlými jehlicemi

## Kulturní historie a mytologie

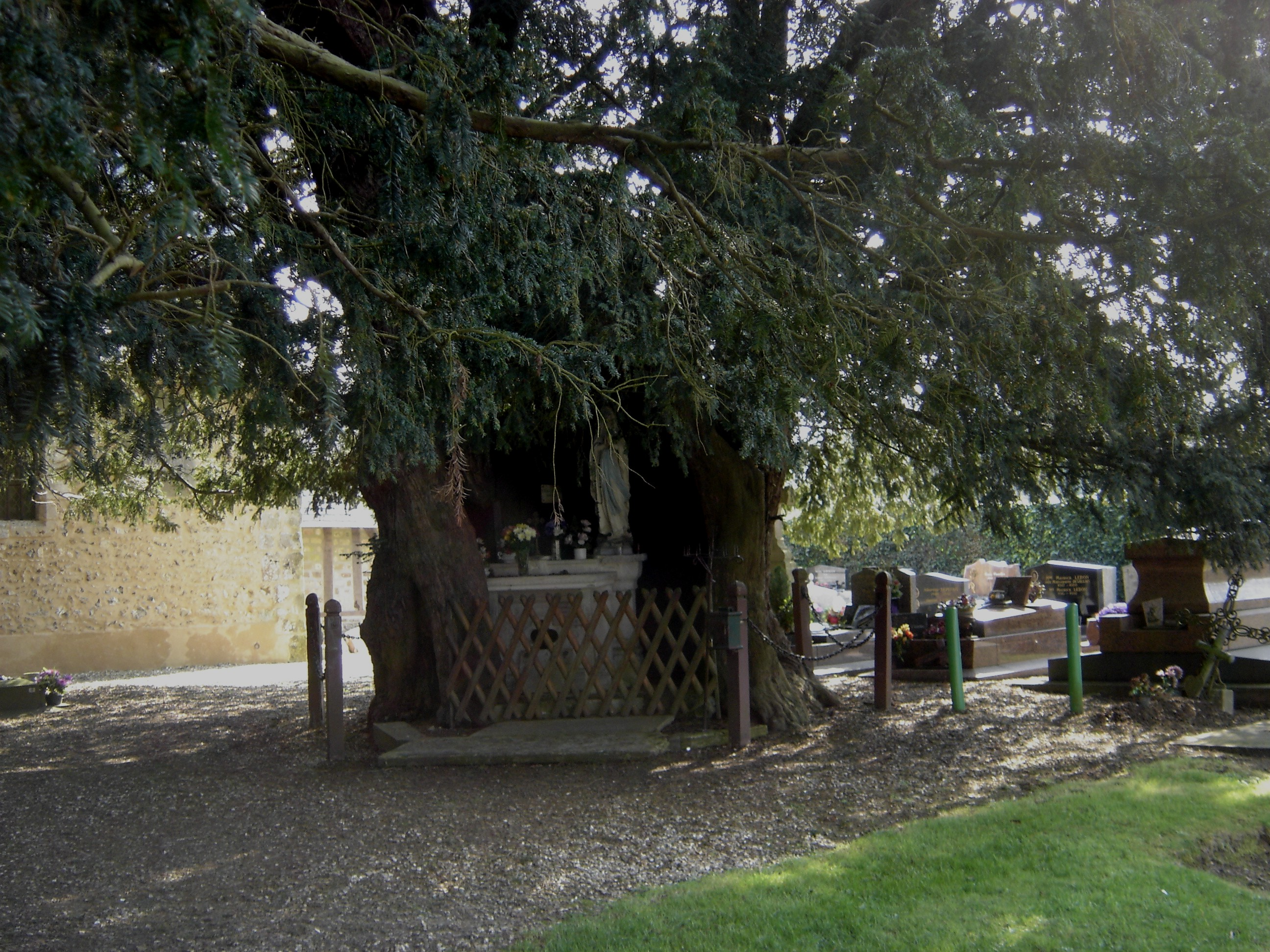
Kaple ve starém tisu v La Haye-de-Routot, Normandie

Tis je strom opředený pověstmi. Odedávna je pro své biologické vlastnosti považován za dřevinu regenerace, smrti a věčného života. Když hlavní kmen zestárne, obraší zakrátko mladými zelenými výhonky. Tisy byly tradičně a pravidelně vysazovány na náboženských místech a na hřbitovech v Anglii, Walesu, Skotsku, Irsku a severní Francii (zejména v Normandii), kde byly původními obyvateli – keltskými Britony – považovány za posvátné. Uvádí se, že uvnitř jednoho z tisů v normandské vesnici La-Haye-de-Routot může stát až 40 lidí. Někdy mniši vysazovali tisy uprostřed svého kláštera. Několik prastarých tisů se nachází v kostele svaté Marie Panny v Overton-on-Dee ve Walesu. Předpokládá se, že i posvátným stromem v chrámu v Uppsale byl starý tis. Křesťanská církev běžně považovala za účelné převzít pro kostely existující předkřesťanská posvátná místa. Listy a větve tisu byly často používány jako náhrada palem na Květnou neděli. Anglický král Eduard I. nařídil vysazovat tisy na nádvořích kostelů, aby chránily budovy. Některé tisy existovaly dříve než kostely, protože pod nimi kazatelé sloužili bohoslužby, když kostely nebyly k dispozici. Díky schopnosti svých větví zakořenit a po dotyku se zemí znovu vyrůst se tisy staly symbolem smrti, znovuzrození, a tedy nesmrtelnosti. V antickém Řecku byl tis rostlinou zasvěcenou bohyni Hekaté a byly z něj vity pohřební věnce.

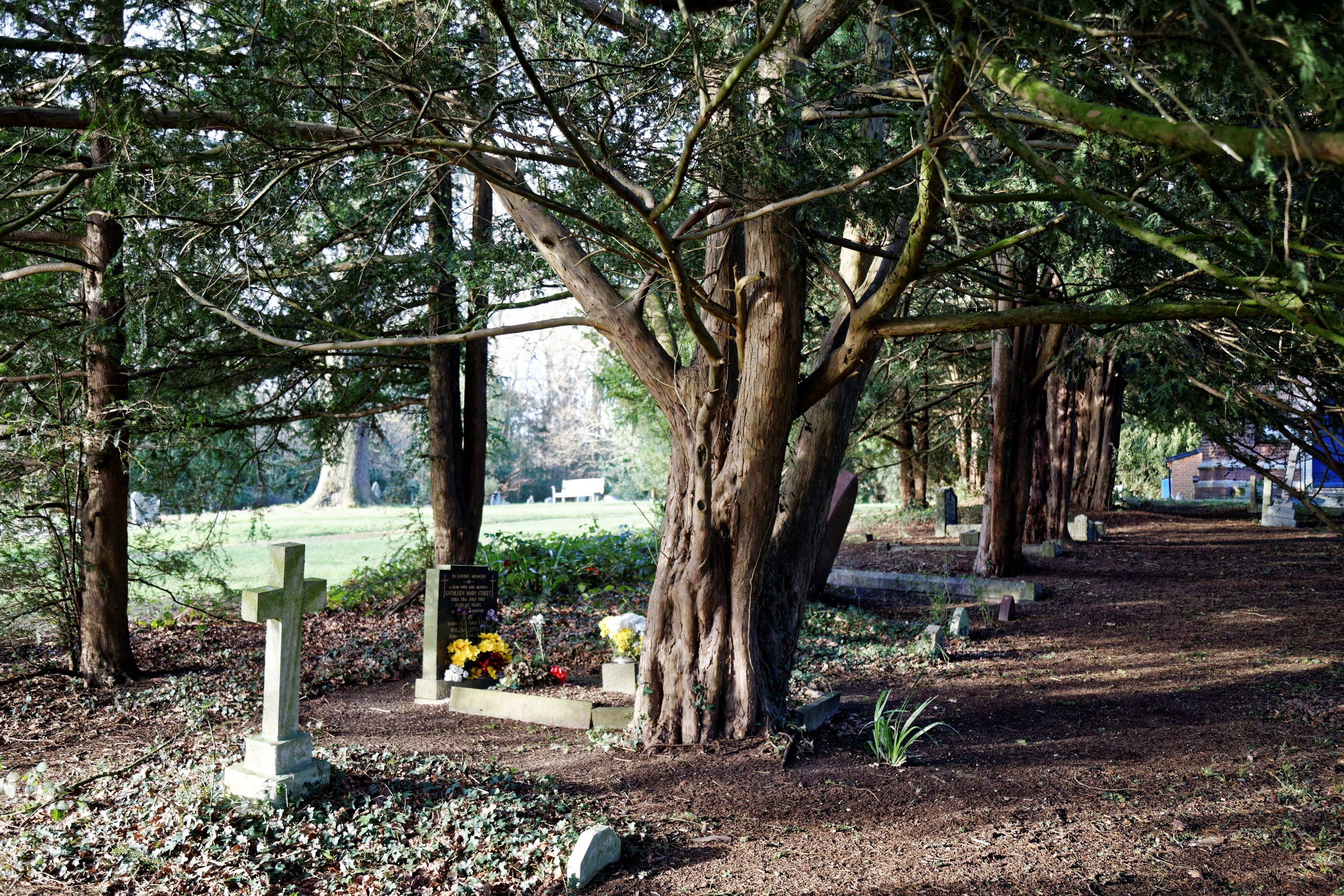
Tisová alej na anglickém hřbitově

V asturské tradici a kultuře byl tis považován za strom spojený se zemí, lidmi, předky a starým náboženstvím. Na svátek Všech svatých se tradovalo přinášet větvičku tisu k hrobům nedávno zemřelých, aby je provázel při návratu do Země stínů. Tis se zde od pradávna nacházel v blízkosti kaplí, kostelů a hřbitovů jako symbol překonání smrti. Často je najdeme na hlavních náměstích vesnic, kde lidé slavili otevřené rady, které sloužily jako způsob všeobecného shromáždění k řízení vesnických záležitostí. Strom Yggdrasil ze severské mytologie je tradičně interpretován buď jako obří jasan, nebo právě jako tis.
V Crann Ogham – variantě staroirské abecedy Ogham, která se skládá ze seznamu stromů – je tis posledním z hlavního seznamu 20 stromů, přičemž symbolizuje především smrt. Caesar v jedné pasáži Zápisků o válce galské vypráví, že se Kativolk, náčelník Eburonů, raději otrávil tisem, než aby se podřídil Římu (Galské války 6: 31). Podobně Florus uvádí, že když Kantabrijce v roce 22 př. n. l. obléhal legát Gaius Furnius, většina z nich si vzala život buď mečem, ohněm, nebo jedem získaným „ex arboribus taxeis“, tedy z tisu (2: 33, 50-51). Orosius poznamenává, že když byli Asturové obleženi v Mons Medullius, raději zemřeli vlastním mečem nebo jedem z tisu, než aby se vzdali (6, 21, 1).

## Památné a významné tisy červené

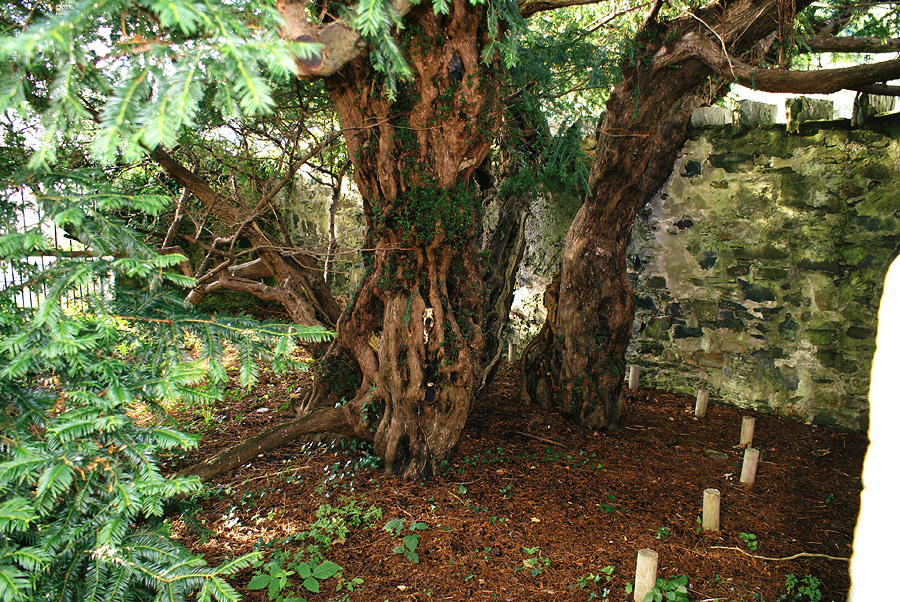
Fortingallský tis – dřevěné kolíky ukazují obvod původního kmene, v jehož vyhnilém jádru strom zmladil a pokračuje v růstu

Další památné stromy naleznete též v kategorii památné tisy červené.

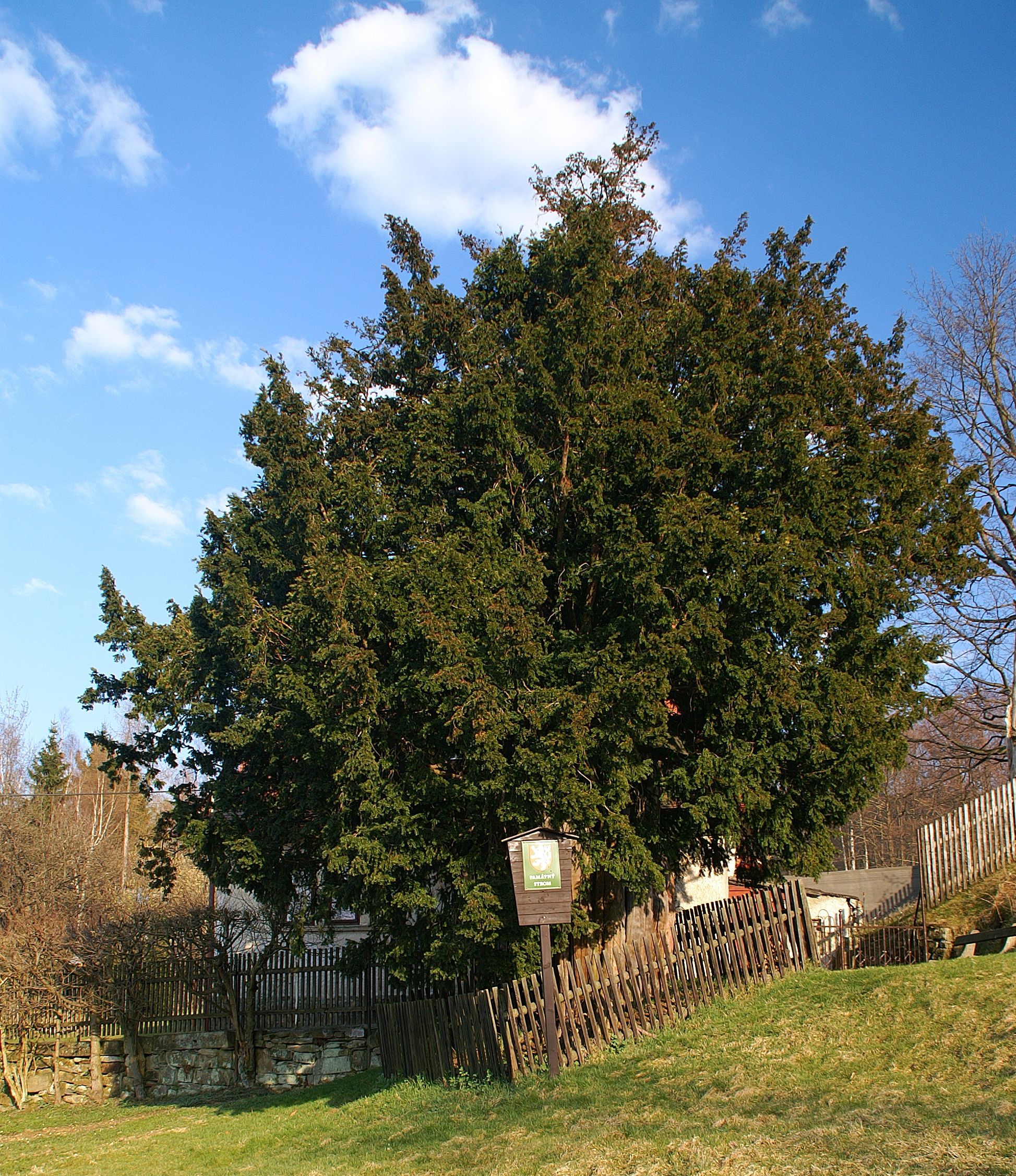
Tis v Krompachu

Největší zaznamenaný obvod kmene ve Velké Británii měl Fortingallský tis ve skotském hrabství Perthshire, jehož stáří odborníci odhadují na 1500 až 3000 let. Llangernywský tis v hrabství Clwyd ve Walesu se nalézá v prostoru dávné svatyně a je starý asi 1 500 let. Mezi další významné staré tisy patří Ankerwycke Yew rostoucí v ruinách starého ženského převorství St. Mary v Berkshire poblíž louky, na které byla roku 1215 podepsána Magna charta, Balderschwanger Eibe v Bavorsku, Caesarsboom v belgickém městě Lo nebo Borrowdale Fraternal Four, o kterých psal básník William Wordsworth. Nejstarší irský tis, Florence Court Yew, stojí v areálu panství Florence Court v hrabství Fermanagh v Severním Irsku. Tento tis je formy 'Fastigiata' a předpokládá se, že všechny známé exempláře tohoto kultivaru pocházejí z řízků tohoto stromu. Nejstarší exemplář ve Španělsku se nachází v Bermiegu v Asturii. V asturském jazyce je známý jako Teixu l'Iglesia. Je vysoký 15 m s průměrem kmene 6,82 m a průměrem koruny 15 m, roku 1995 byl vyhlášen za přírodní památku.
Protože ve středoevropských podnebných podmínkách roste tis poněkud rychleji než například v Anglii, býval některým vzrostlým tisovým stromům přisuzován vyšší věk, než jakému odpovídají výsledky moderních výzkumů. Kolem roku 1900 byl přisuzován věk zhruba 2000 let následujícím tuzemským tisům: tis u Macochy (zaniklý, 2000 let podle prof. Kolenatého), Vilémovický tis (1500–2000 let), tis v Krompachu (1800 let podle botanika Huga Wilhelma Conwentze, 2000 let podle starých map, pohlednic apod.), Pernštejnský tis (1000–1500 let), tyto odhady jsou však pravděpodobně nadsazené.
Přes 15 českých tisů přesahuje svým obvodem 300 centimetrů:
- Tis v Krompachu (462 cm, 2005)
- Pernštejnský tis (461 cm, 2009)
- Tisíciletý tis v Žilině u Nového Jičína (400 cm, 2007)
- Vilémovický tis (363 cm, 2009)
- Koláčkův tis v Zubří (353 cm, 2009)
- Kamenický tis (332 cm, 2009)
- Tis v Bílé Vodě (336 cm, VZ LČR)
- Ondrův tis v Jindřichově (335 cm, 2009)
- Všechovický tis (320 cm, 2009)
- Tis v Bílovci (311 cm, 2009)
- Tis na louce (308 cm, 2005)
- Mikulovický tis (305 cm, 2009)
- Tis v Podzámecké zahradě (302 cm, 2007)
- Tis v Karolince (301 cm, 2003)
- Uhřínovský tis (300 cm, 2004)

## Galerie

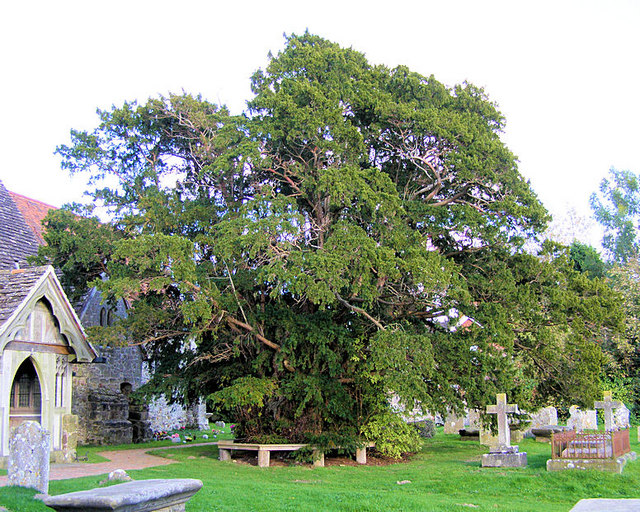
Tis u kostela v Chailey, East Sussex
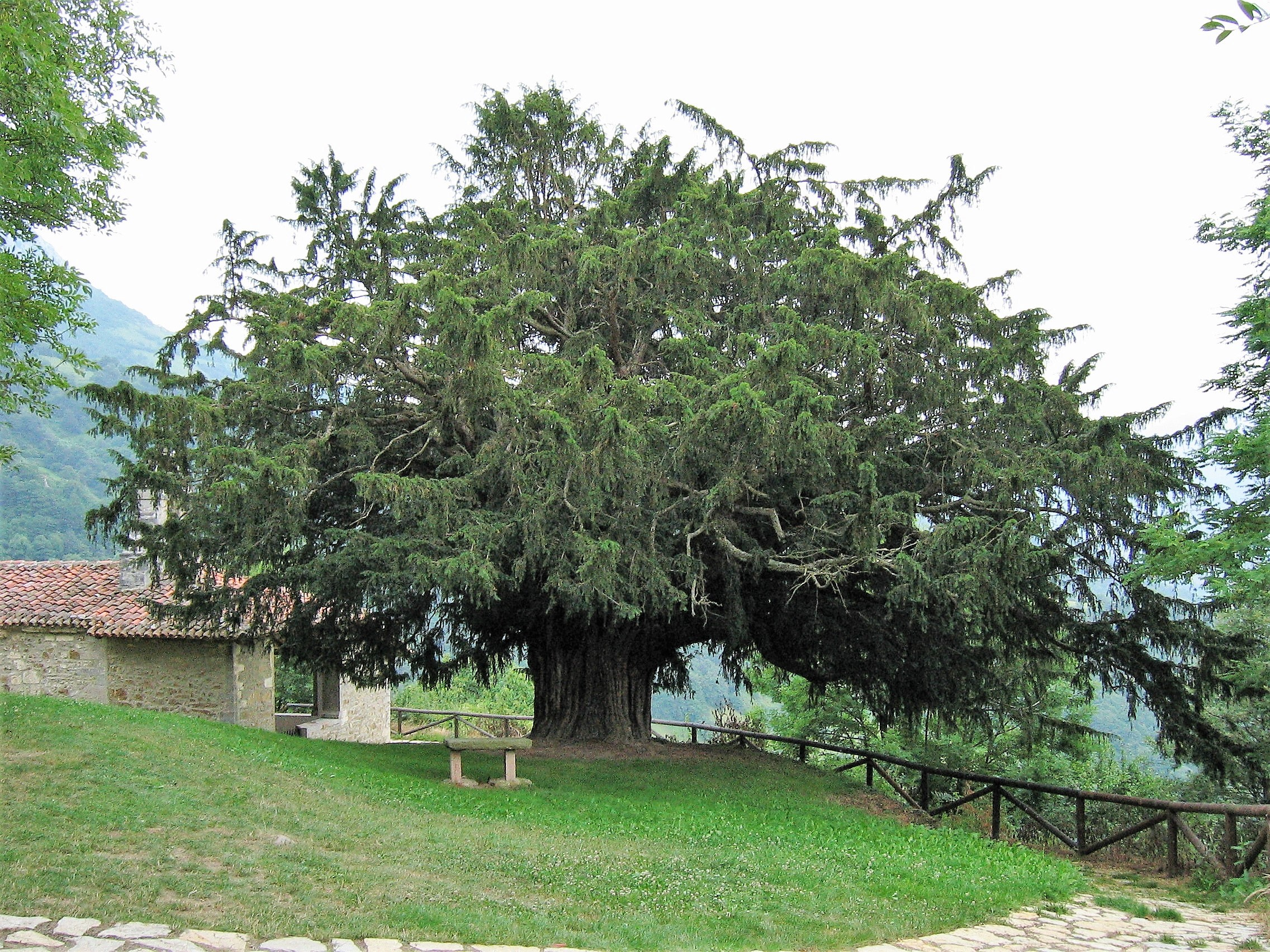
Nejstarší španělský tis v Bermiegu
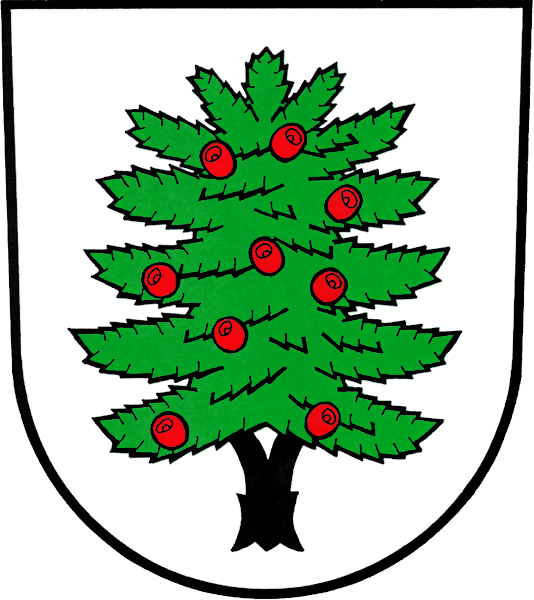
Znak české obce Tis v okrese Havlíčkův Brod
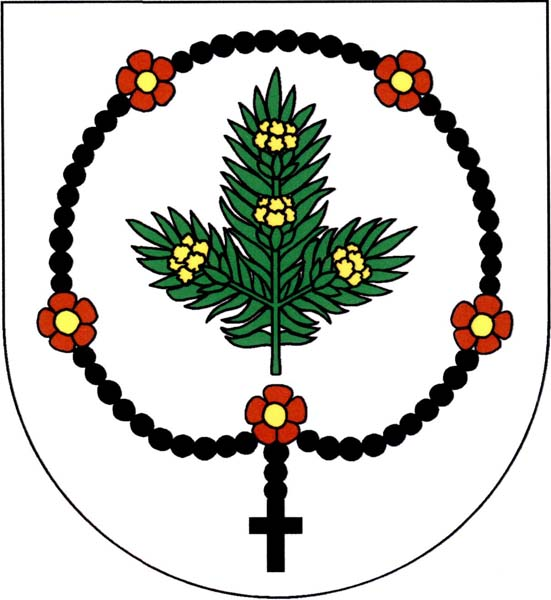
Netradiční tisový erb s růžencem a samčí větévkou (Mníšek, okres Liberec)
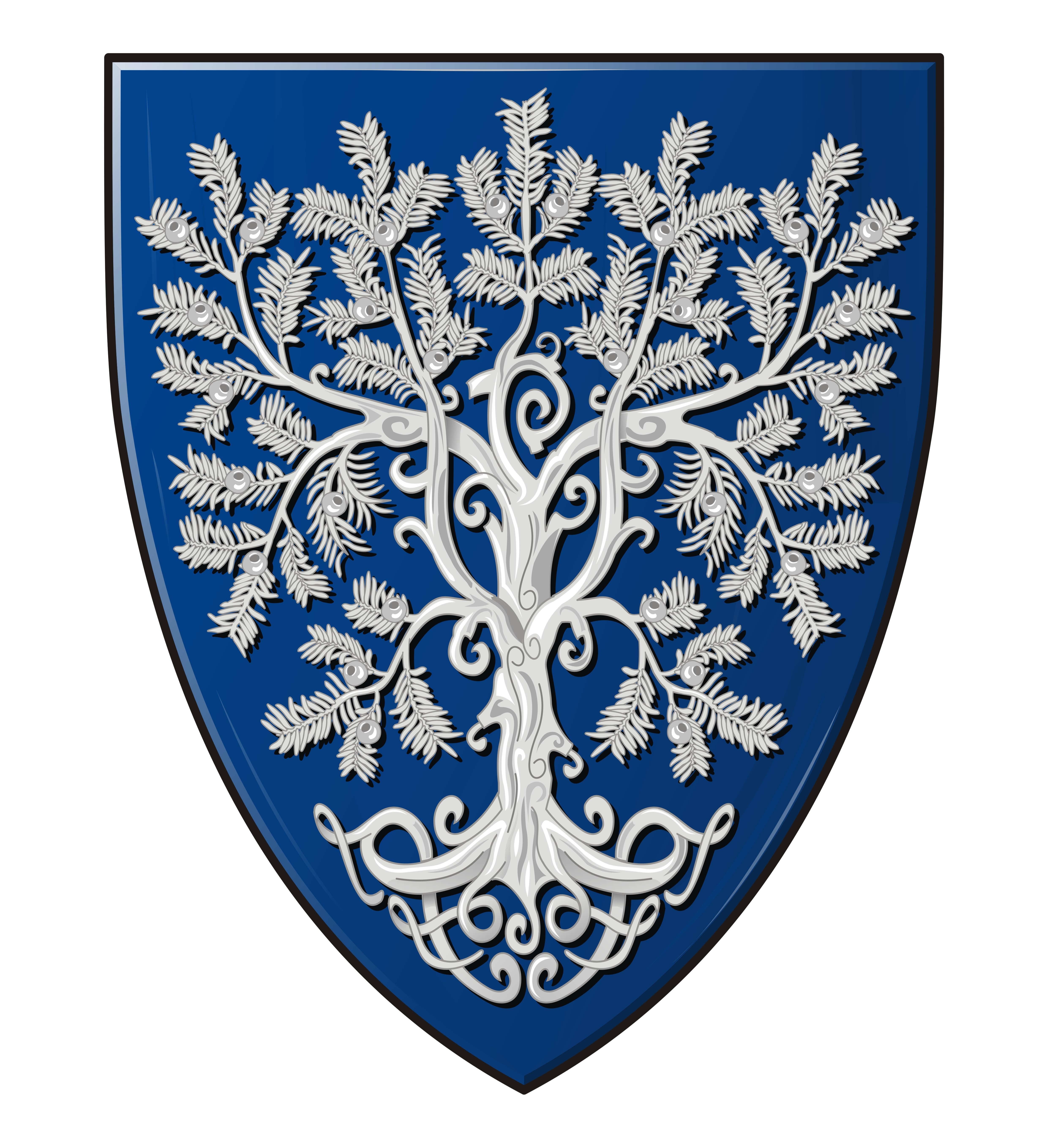
Starý irský erb
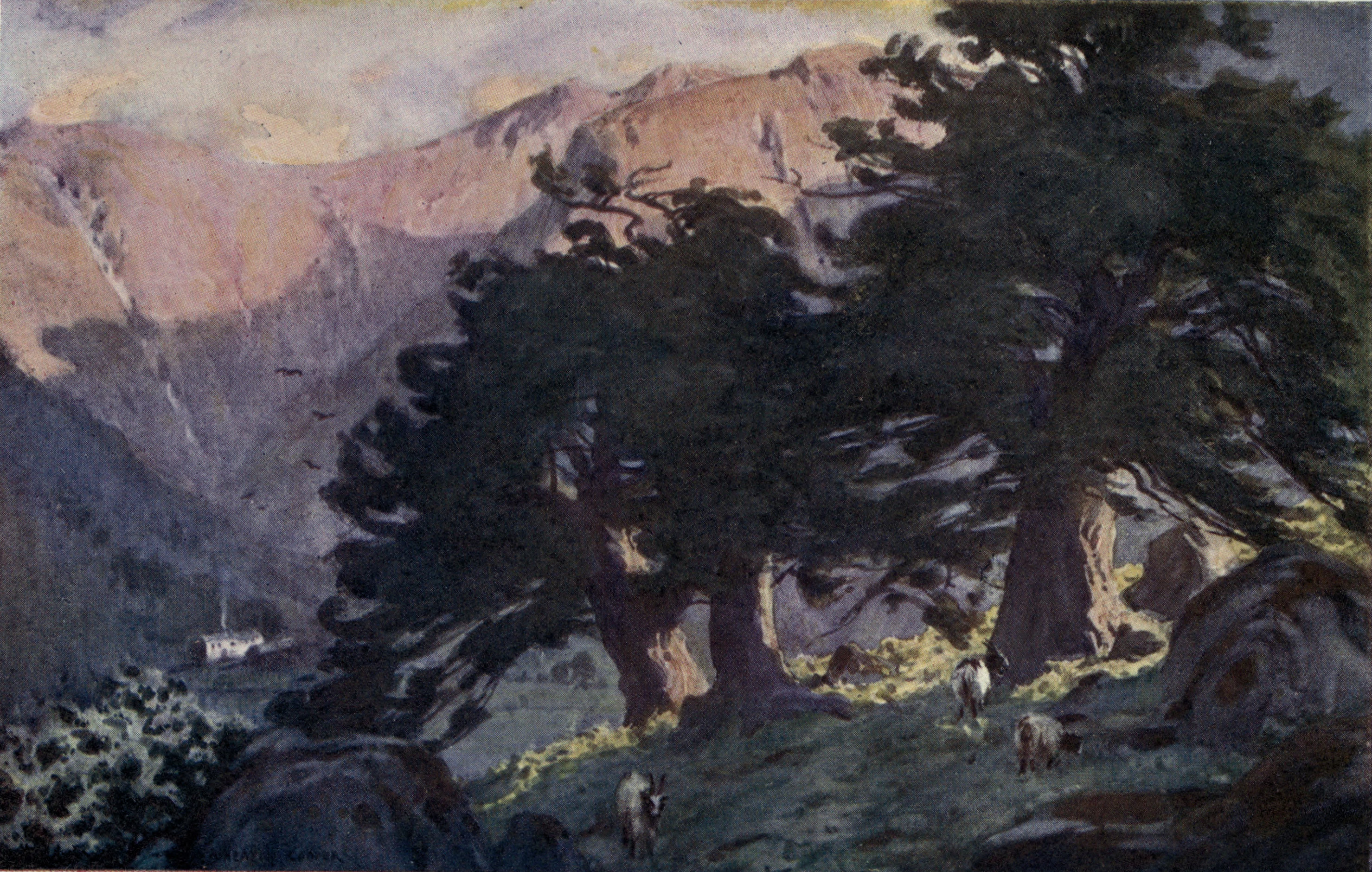
Tisy v Borrowdale na malbě Alfreda Heatona Coopera (1905)